# Avenue Édouard-Debat-Ponsan
L'avenue Édouard-Debat-Ponsan est une voie publique de Toulouse, chef-lieu de la région Occitanie, dans le Midi de la France. Elle se trouve à l'ouest du quartier des Amidonniers, dans le secteur 1 - Centre.

## Situation et accès

### Description
L'avenue Édouard-Debat-Ponsan est une voie publique, rectiligne et longue de 369 mètres, et d'une largeur régulière de 14 mètres. Elle naît de la rue des Amidonniers et donne naissance aux rues Dérat, Cancé et François-Rabelais, à main gauche, et à la rue Auguste-Granier, à main droite. Elle reçoit la rue Sainte-Thérèse du même côté. Elle se termine au carrefour de l'allée de Brienne.
La partie centrale de l'avenue Édouard-Debat-Ponsan est occupée par une chaussée qui compte une voie de circulation automobile dans chaque sens. Elle est définie comme une zone 30 et la vitesse y est limitée à 30 km/h. Il n'existe pas de piste, ni de bande cyclable.

### Voies rencontrées
L'avenue Édouard-Debat-Ponsan rencontre les voies suivantes, dans l'ordre des numéros croissants (« g » indique que la rue se situe à gauche, « d » à droite) :
1. Rue des Amidonniers
2. Rue Auguste-Granier (d)
3. Rue Dérat (g)
4. Rue Cancé (g)
5. Rue Sainte-Thérèse (d)
6. Rue François-Rabelais (g)
7. Allée de Brienne

### Transports
L'avenue Édouard-Debat-Ponsan n'est pas directement desservie par les transports en commun Tisséo. Elle débouche cependant sur l'allée de Brienne, parcourue et desservie par les lignes du Linéo L1 et du bus 63.
La station de vélos en libre-service VélôToulouse la plus proche est la station no 119 (129 allée de Brienne).

## Odonymie

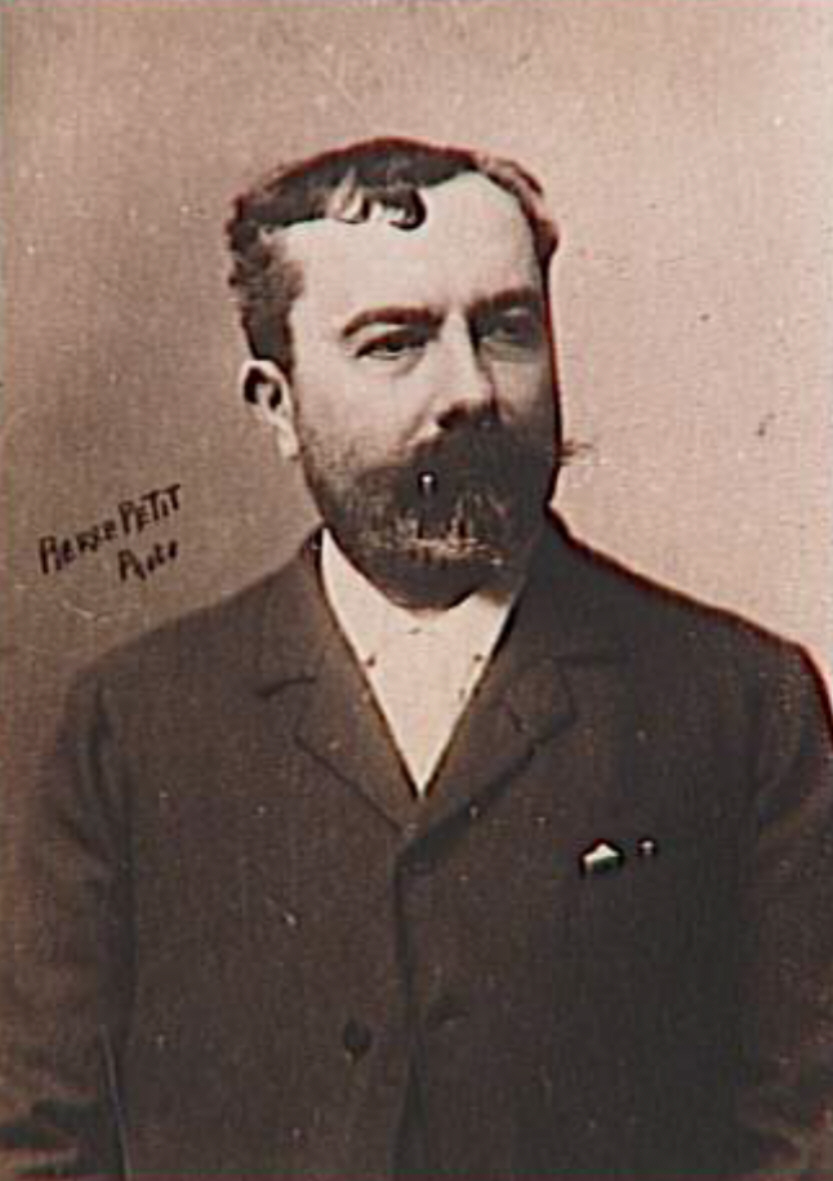
Portrait d'Édouard Debat-Ponsan, par Pierre Petit (vers 1900, RMN).

L'avenue porte le nom d'Édouard Debat-Ponsan (1847-1913). Il était fils et petit-fils de professeurs de musique au conservatoire de la ville. Il suivit lui-même une carrière de peintre qu'il mena principalement à Paris. Il participa cependant à la décoration de la salle des Illustres, au Capitole. Il défendit des opinions républicaines et dreyfusardes. Il est par ailleurs le père de l'architecte Jacques Debat-Ponsan et de la femme médecin Jeanne Debat-Ponsan, épouse du pédiatre Robert Debré.
En 1855, lorsqu'elle fut tracée, l'avenue était simplement le chemin-de-ronde des Amidonniers. C'est en 1934 que conseil municipal lui attribua le nom actuel.

## Patrimoine et lieux d'intérêt

### Groupe scolaire des Amidonniers

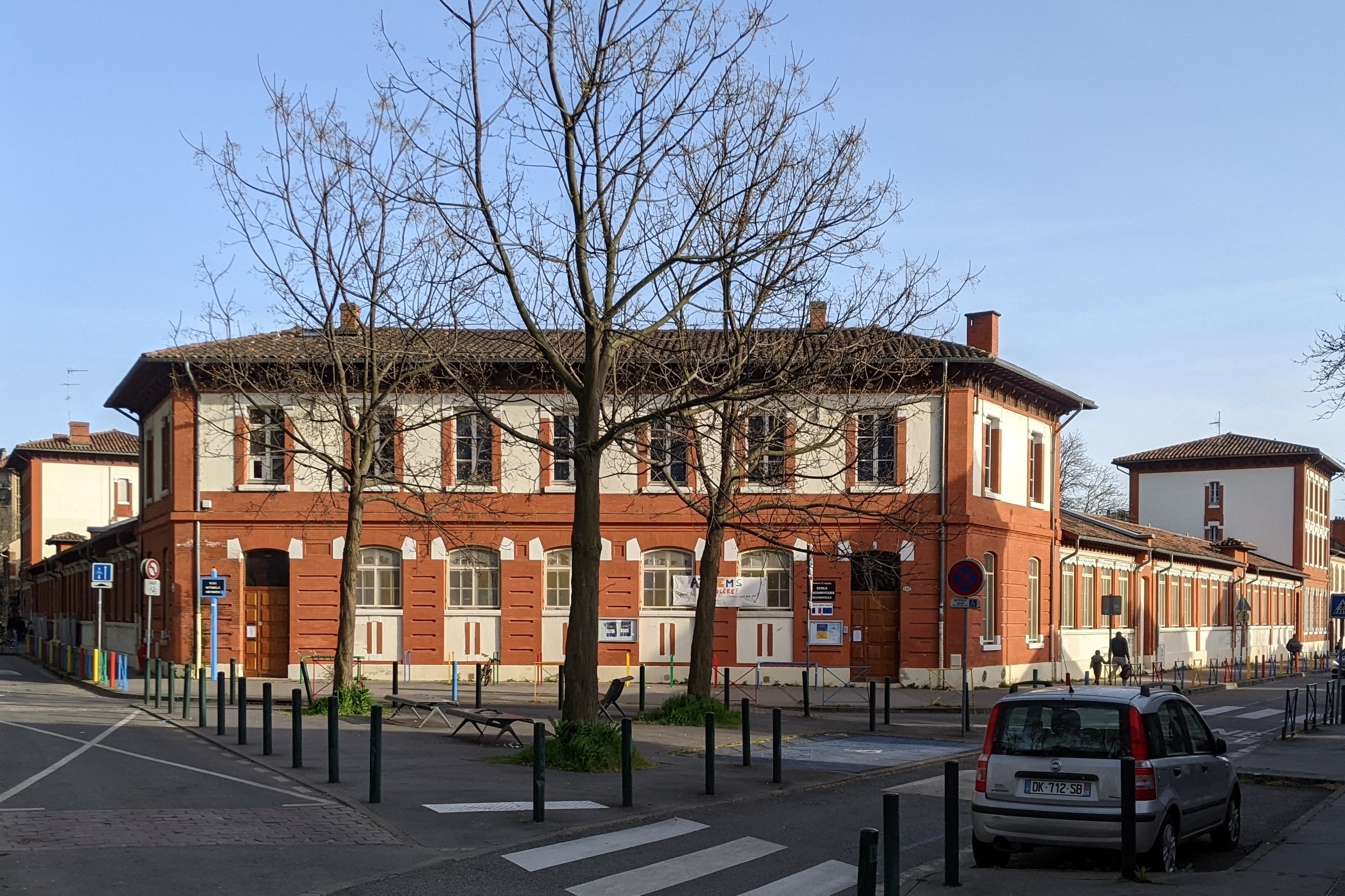
no 30 : groupe scolaire des Amidonniers.

- no  30 : groupe scolaire de l'Embouchure, puis des Amidonniers. 
Le groupe scolaire de l'Embouchure – une école maternelle au nord-ouest, une école primaire de filles au sud-ouest, et une école primaire de garçons au nord-est – est construit entre 1888 et 1891 sur une vaste parcelle de 5 600 m² à l'angle de l'allée de Brienne, sur les plans de l'architecte de la ville, Joseph Galinier. Il est inauguré, le 20 mai 1891, par le président de la République, Sadi Carnot, en visite à Toulouse. 
Le corps de bâtiment à l'angle de l'allée de Brienne abrite l'école maternelle (actuel no 125). La façade en brique apparente, encadrée par des pilastres corniers, s'organise sur deux niveaux, séparés par un épais cordon mouluré. Au rez-de-chaussée, les travées sont percées par de larges ouvertures segmentaires, et à l'étage par des fenêtres rectangulaires. Les façades sont surmontées par un avant-toit et un décor d'aisseliers[3].

### Maisons et immeubles

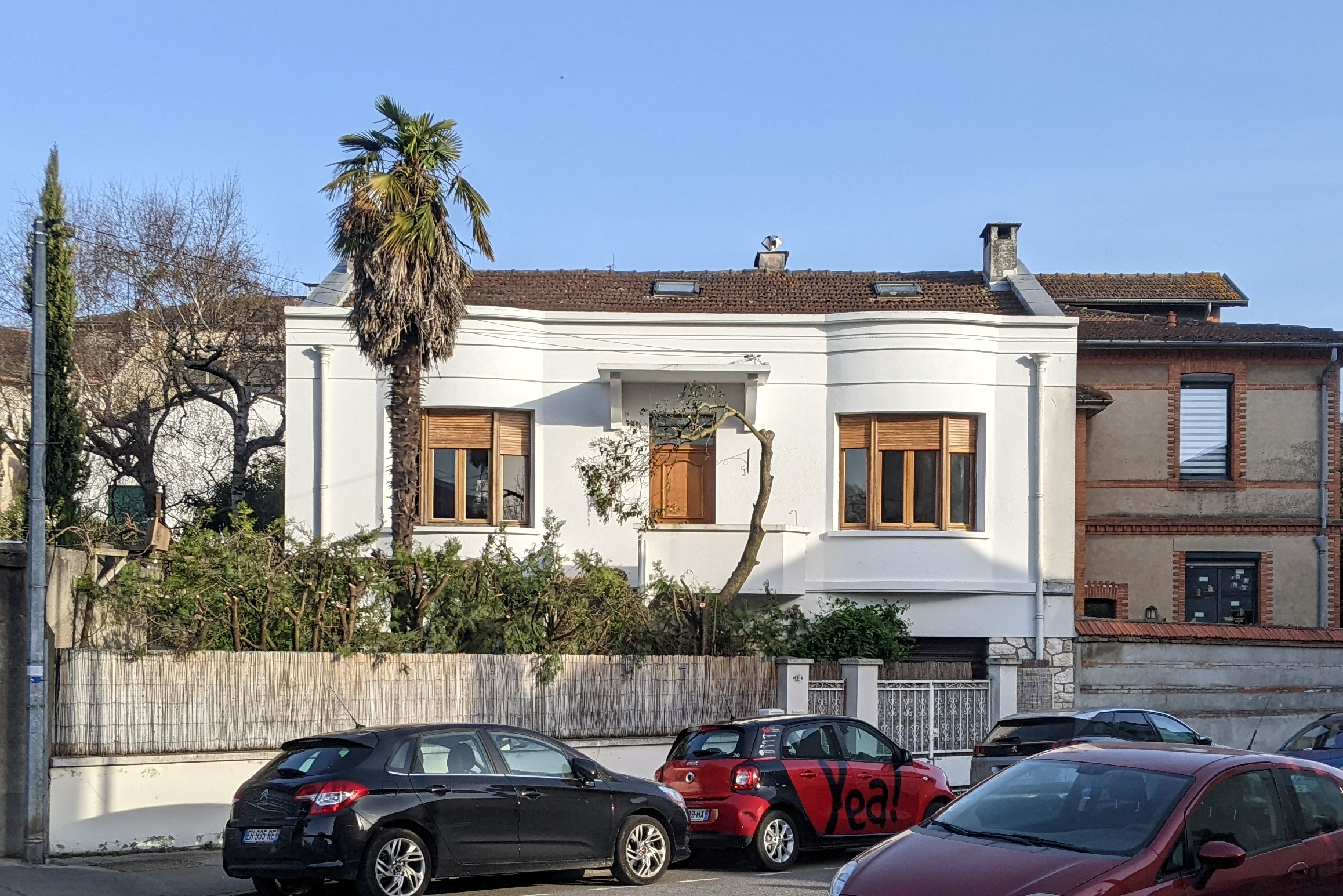
no 14 : maison.

- no  14 : maison. 
La maison, de style Art déco, est construite vers 1942 par l'architecte Henri Imart-Rachou (fils adoptif du peintre Henri Rachou). Elle est implantée de biais par rapport à l'avenue, la façade principale orientée au nord-ouest, ce qui permet de dégager un jardin devant la maison. L'ossature du bâtiment est en béton. Le rez-de-chaussée, occupé par le garage et les pièces de service, est couvert d'un appareil irrégulier de moellons. À l'étage, occupé par les pièces de vie, la façade est simplement enduite, mais animée par les bow-windows qui encadrent la porte, surmontée par une marquise en béton, et à laquelle on accède par un escalier extérieur. L'élévation est couronnée par une corniche moulurée[4].

- no  25 : maison (1940)[5].
- no  29 : maison (1935)[6].
- no  35 : maison (1930, Marius Pujol)[7].